# Saosin
Saosin ist eine Post-Hardcore-Band aus Newport Beach, Kalifornien.

## Bandgeschichte
Justin Shekoski von As Hope Dies und Beau Burchell gründeten 2003 die Band unter dem Namen „The Gift“. Eine Demo wurde aufgenommen, die jedoch bis auf ein Stück, bei dem Burchell sang, nur Instrumentals enthielt. In Anthony Green fanden sie kurzzeitig einen Sänger, mit dem die EP Translating the Name aufgenommen wurde. Kurz darauf verließ Green die Band und gründete Circa Survive. Als Ersatz kam Cove Reber zu Saosin. Nachdem Bassist Zack Kennedy die Band aus privaten Gründen verlassen hatte, wurde er durch Chris Sorenson ersetzt. 2005 spielte die Band unter anderem auf der Warped Tour. Zu dieser Zeit entstand ein Video zu Bury Your Head. Die Band unterschrieb einen Vertrag mit Capitol Records, das am 26. September 2006 die EP Saosin und kurze Zeit später das gleichnamige Debütalbum veröffentlichte. Später spielte die Band auch bei der Taste-of-Chaos-Tour und tourten mit Bleeding Through und Senses Fail.

## Diskografie

### Studioalben
- 2006: Saosin
- 2009: In Search Of Solid Ground
- 2016: Along the Shadow

### Sonstiges
- 2003: Translating the Name (EP)
- 2005: Saosin (EP)
- 2008: Come Close (Live-DVD/-CD)
- 2008: The Grey EP (EP)

### Singles
- 2003: Seven Years
- 2003: 3rd Measurement in C
- 2005: Bury Your Head
- 2006: Voices
- 2007: You‘re Not Alone (US: Gold)[2]
- 2007: It‘s Far Better to Learn
- 2009: Changing